# LE (rappeuse)
Pour les articles homonymes, voir LE.
Dans ce nom coréen, le nom de famille, Ahn, précède le nom personnel.
Ahn Hyo-jin (coréen: 안효진; née le 10 décembre 1991), mieux connue sous son nom de scène LE (coréen : 엘리), est une rappeuse et chanteuse sud-coréenne. Elle est la rappeuse principale du girl group sud-coréen EXID.
LE fait ses débuts en tant que rappeuse avec le groupe de rap underground, Jiggy Fellaz, performant sous le nom de scène « Elly ». En 2011, après avoir signé un contrat avec Gamgak Entertainment, elle sort le titre Whenever You Play That Song, en duo avec Huh Gak.

## Carrière

### EXID
Elle a écrit les paroles de la plupart des chansons de son groupe EXID.

### Sources
- (en) Cet article est partiellement ou en totalité issu de l’article de Wikipédia en anglais intitulé « LE (rapper) » (voir la liste des auteurs).